# Allium ponticum
Allium ponticum — вид трав'янистих рослин родини амарилісові (Amaryllidaceae), поширений у Туреччині й Закавказзі.

## Опис
Зовнішні оболонки цибулини пурпурові.

## Поширення
Поширення: Закавказзя, Туреччина.